# Ruby Summers
Ruby Summers est un personnage de fiction appartenant à l'univers de Marvel Comics. Créée par Peter David et Valentine De Landro, elle apparaît pour la première fois dans le comic X-Factor: Layla Miller #1 d'août 2008.

## Histoire
Dans un futur alternatif, mélange de Days of Future Past et du futur de Bishop, Cyclope et Emma Frost ont eu une fille, baptisée Ruby, en référence au pouvoir de sa mère dont elle héritera d'ailleurs. Contrairement à la plupart de ses contemporains mutants, elle n'a pas été emprisonnée dans un camp de concentration et à ce titre ne porte pas de M sur le visage. Elle codirige la Rébellion Summers avec son père.

## Pouvoirs
- Elle a hérité du pouvoir de rafales optiques de son père, mais le contrôle parfaitement.
- Tout comme sa mère, elle peut changer de forme ; sa peau devient alors rouge vermillon et son vieillissement est ralenti.